# Mühlenstraßenbrücke

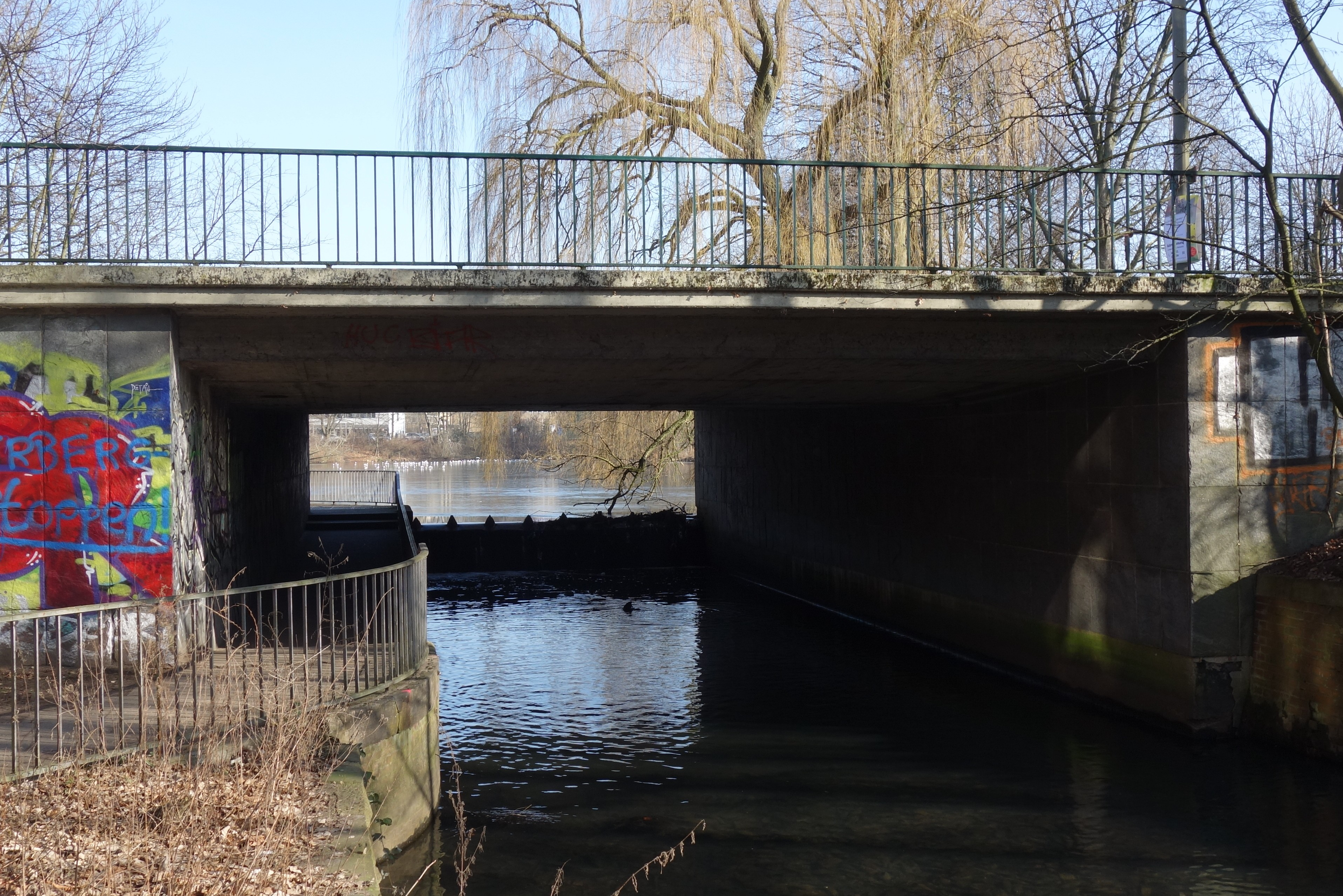
Mühlenstraßenbrücke im Jahr 2017

Die Mühlenstraßenbrücke ist eine Straßenbrücke, die in Hamburg-Wandsbek die gleichnamige Straße westlich des Wandsbeker Mühlenteichs über die Wandse führt.

## Bauliche Ausführung
Die Mühlenstraßenbrücke ist eine Rahmenbrücke. Sie ist 20 Meter lang, 14 Meter breit und die lichte Weite beträgt acht Meter. Mit dieser Brücke quert die in diesem Bereich vierspurige Mühlenstraße die Wandse. Die Brücke wurde im Jahr 1960 als Ersatz für eine ältere, kleinere Brücke errichtet und trägt die Bauwerksnummer 2426141. Über eine Unterführung unterhalb der Brücke ist der Wandsbeker Mühlenteichpark vom Wander- und Spazierweg entlang der Wandse aus erreichbar. Im Rahmen der Baumaßnahmen zur Einrichtung einer Fischtreppe an der Mühlenstraßenbrücke wurde dieser Fußweg im Jahr 2022 erneuert.

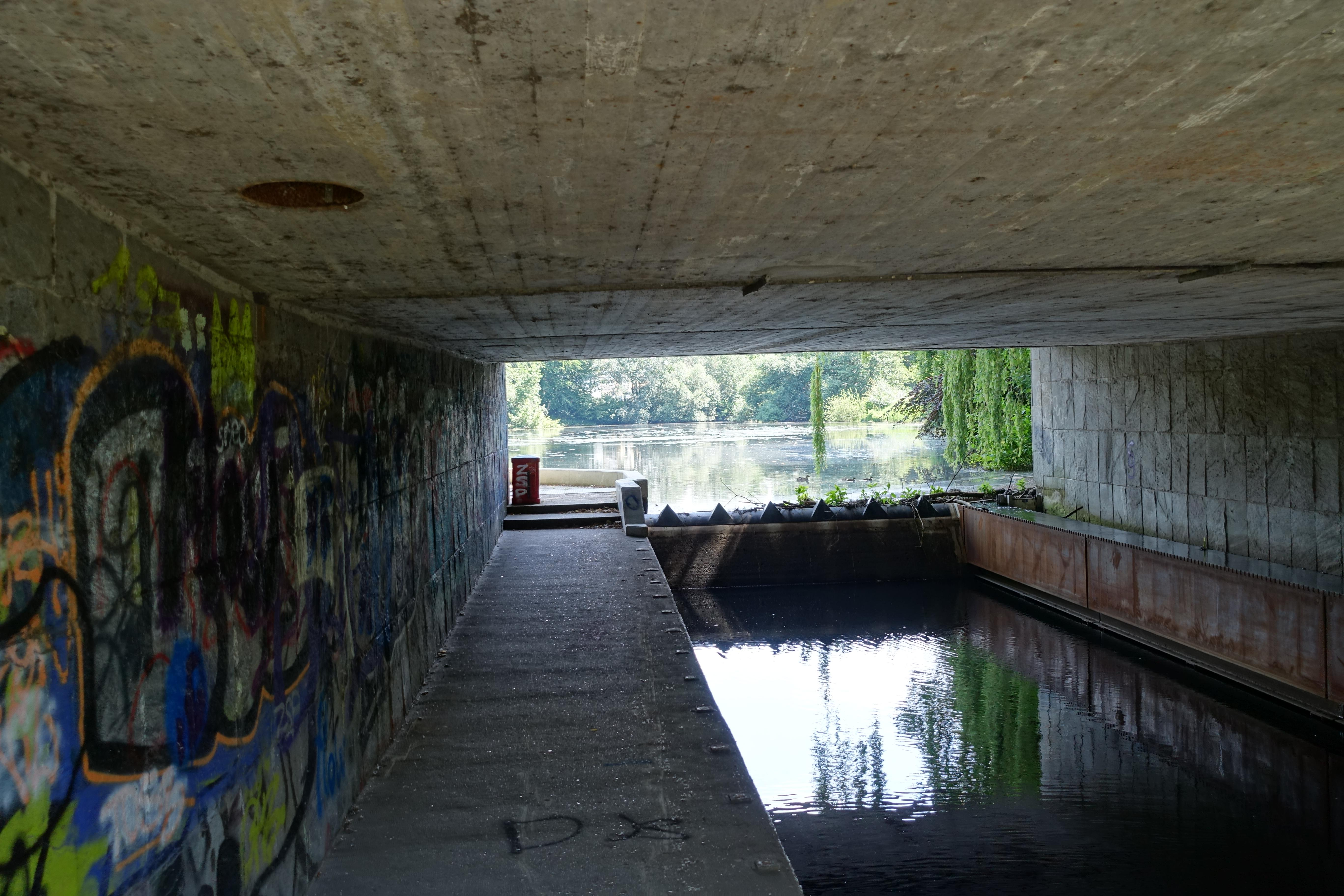
Unterführung mit Blick auf den Mühlenteich
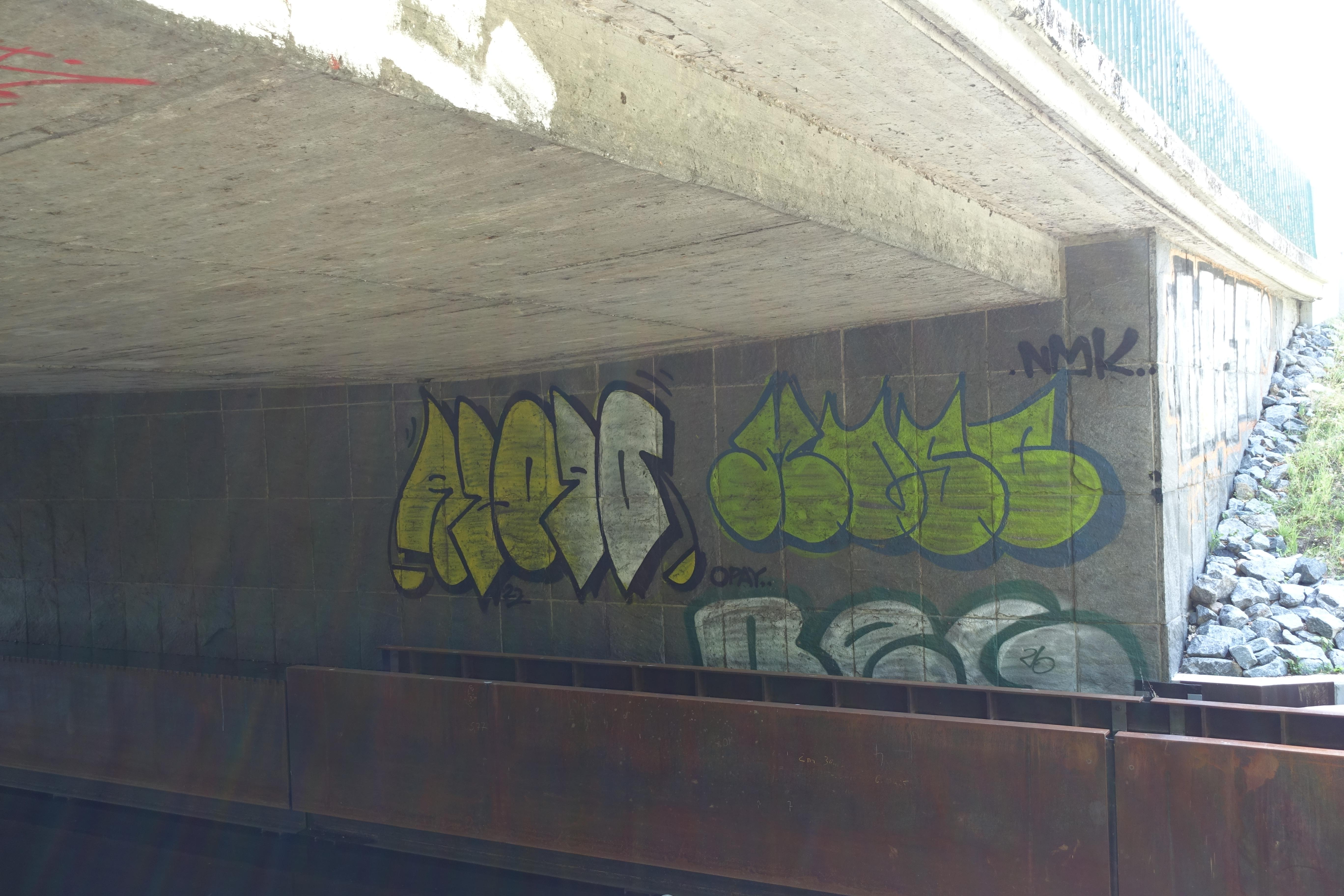
Zulauf zur Fischtreppe
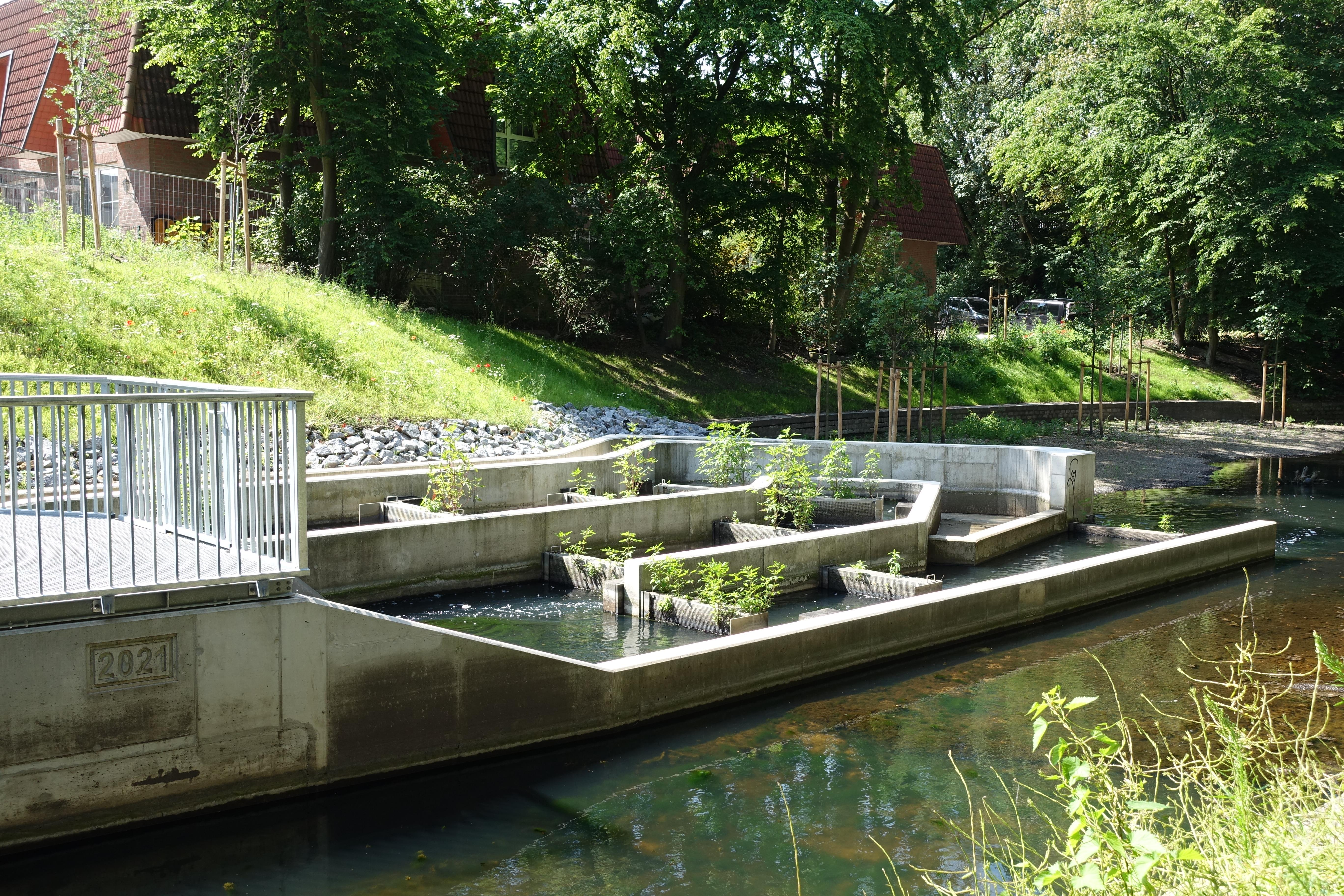
Fischtreppe
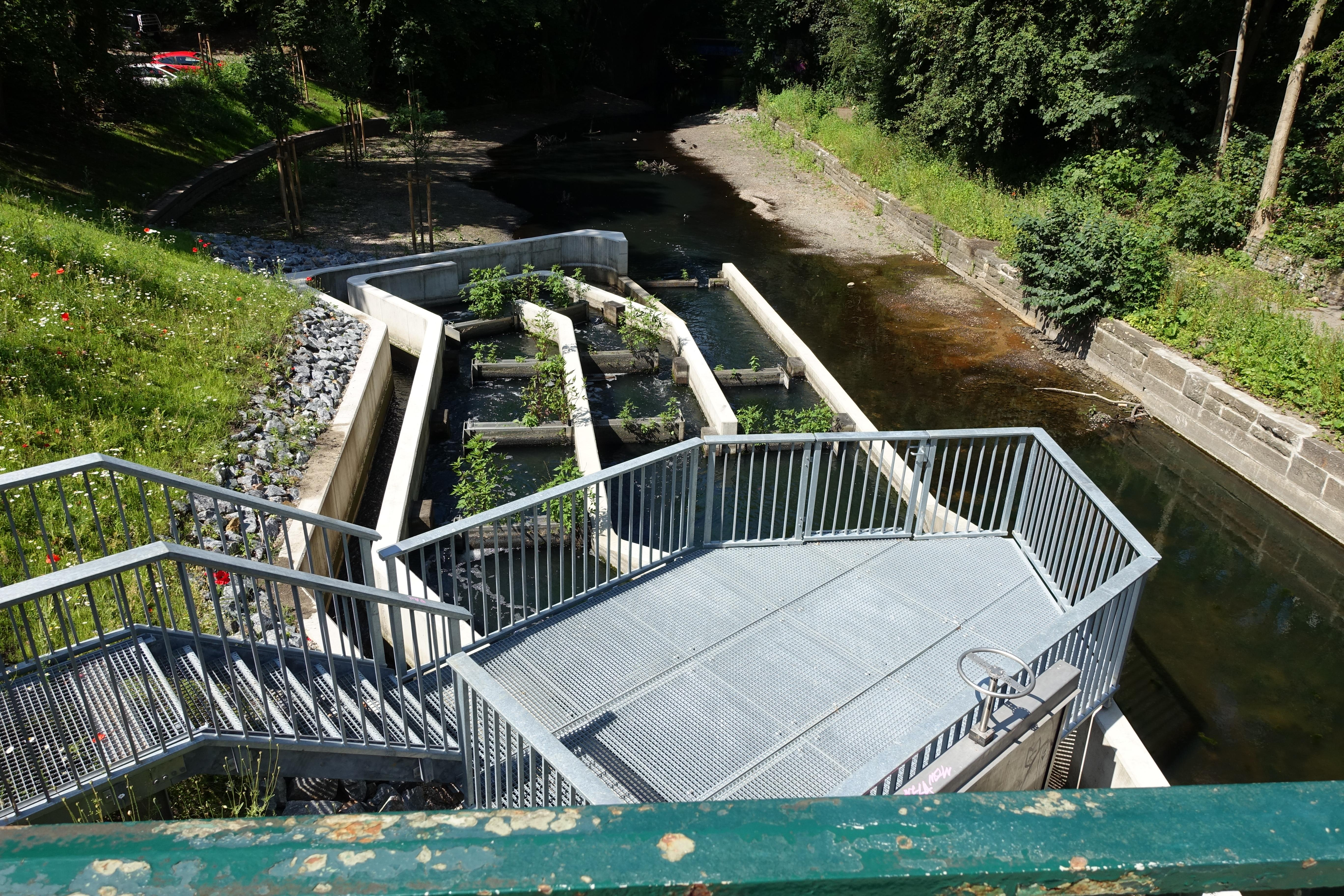
Blick auf die Fischtreppe vom Brückengeländer aus

### Fischtreppe
Im Jahr 2021 begann der Bau einer Fischtreppe an der Mühlenstraßenbrücke, um den Wanderfischen, die zum Laichen die Wandse hinaufschwimmen, den Weg zu erleichtern. Die Einrichtung dieser Quermöglichkeit für die Fische in Form eines Stahlbetontroges diente der Umsetzung der EU-Wasserrahmenrichtlinie. Die Kosten der Baumaßnahme beliefen sich auf 1,8 Millionen Euro.